# Tarache toddi
Tarache toddi là một loài bướm đêm thuộc họ Noctuidae. A new species found năm 2009 by Clifford D. Ferris và Donald Lafontaine được tìm thấy ở tây nam Bắc Mỹ.